# Floscularia conifera
Floscularia conifera is een raderdiertjessoort uit de familie Flosculariidae. De wetenschappelijke naam van deze soort is voor het eerst geldig gepubliceerd in 1886 door Hudson.